# انتونینا ملنیکوا
انتونینا ملنیکوا (روسی: Антонина Алексеевна Мельникова؛ زادهٔ ۱۹ february ۱۹۵۸ (۶۷ سال)) ورزشکار اهل اتحاد جماهیر شوروی سوسیالیستی است.
وی در مسابقات کشوری و بین‌المللی در مجموع برندهٔ ۱ مدال برنز شده‌است.